# James I. McCord
James I. McCord (nascido em 1919 em Breadalbane, Ontário ; falecido em 19 de fevereiro de 1990) foi presidente do Seminário Teológico de Princeton. 
Em 1986, ganhou o Prêmio Templeton. 

## 150 anos de Seminário Teológico de Princeton
Em 1962, como presidente do Seminário Teológico de Princeton durante o jubileu de 150 anos, coube a McCord a honra de presidir as comemorações que ocorreram. 